# 肯尼·安德森 (足球運動員)
肯尼·安德森（英語：Kenny Anderson；1992年2月14日—）是一位荷蘭足球運動員。在場上的位置是中場。他現在效力於蘇格蘭足球超級聯賽球隊哈茨足球俱樂部。他之前曾效力於瓦爾韋克。他也有蘇格蘭和印尼血統。

## 外部連結
- Voetbal International profile （页面存档备份，存于） （荷兰文）